# Jaskier wielki
Jaskier wielki (Ranunculus lingua L.) – gatunek rośliny należący do rodziny jaskrowatych. Występuje naturalnie w Europie i Azji. W Polsce dość pospolity.

## Rozmieszczenie geograficzne
W Europie rośnie naturalnie w północno-wschodniej części Hiszpanii, we Francji, Belgii, Holandii, Wielkiej Brytanii, Irlandii, Danii, południowej Norwegii, w Szwecji, południowej Finlandii, w Estonii, na Łotwie, Litwie, Białorusi, Ukrainie, Słowacji, w Polsce, Czechach, Niemczech, Austrii, na Węgrzech, we Włoszech (łącznie z Sycylią), Słowenii, Chorwacji, Bośni i Hercegowinie, Czarnogórze, Serbii, Rumunii, Bułgarii, Macedonii oraz Albanii. Ponadto występuje w Rosji – w jej europejskiej części, a także na Kaukazie Północnym, w Dagestanie oraz w zachodniej i środkowej części Syberii. W Azji rośnie w północnej Turcji, Armenii, Gruzji, Azerbejdżanie, Iranie, Kazachstanie oraz w indyjskim stanie Dżammu i Kaszmir.

## Morfologia
ŁodygaWzniesiona, dęta, o grubym kłączu, u góry obficie rozgałęziona, z rzadka przylegająco owłosiona. Osiąga wysokość 50–150 cm. Pod ziemią roślina wytwarza długie rozłogi.
LiścieOdziomkowe są jajowate, szybko usychają. Łodygowe są wąskolancetowate, zaostrzone, nie podzielone, całobrzegie lub rzadko drobno ząbkowane. Siedzące lub na krótkich ogonkach, osiągają 15–25 cm długości i 1–3,5 cm szerokości.
KwiatyZłotożółte o średnicy 2,5–4(5) cm, obupłciowe. Składają się z 5 zielonożółtych działek kielicha i 5 odwrotniejajowatych, połyskujących płatków korony długości 1–2 cm, licznych pręcików i słupków.
OwocZbiorowy, złożony z orzeszków o długości 2,5–4 mm i szerokości około 2 mm, nagich lub z rzadka szczeciniasto owłosionych.

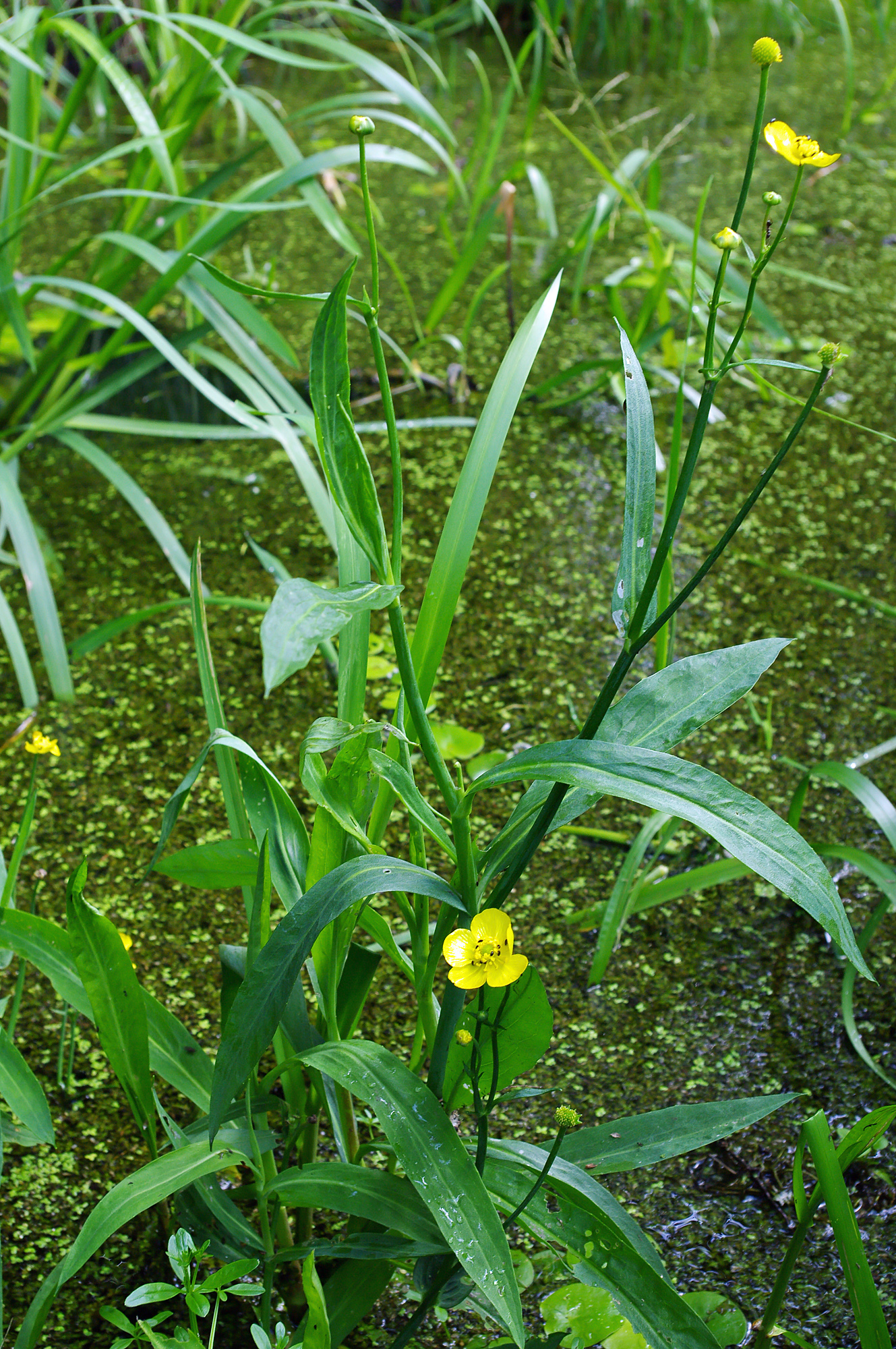
Pokrój
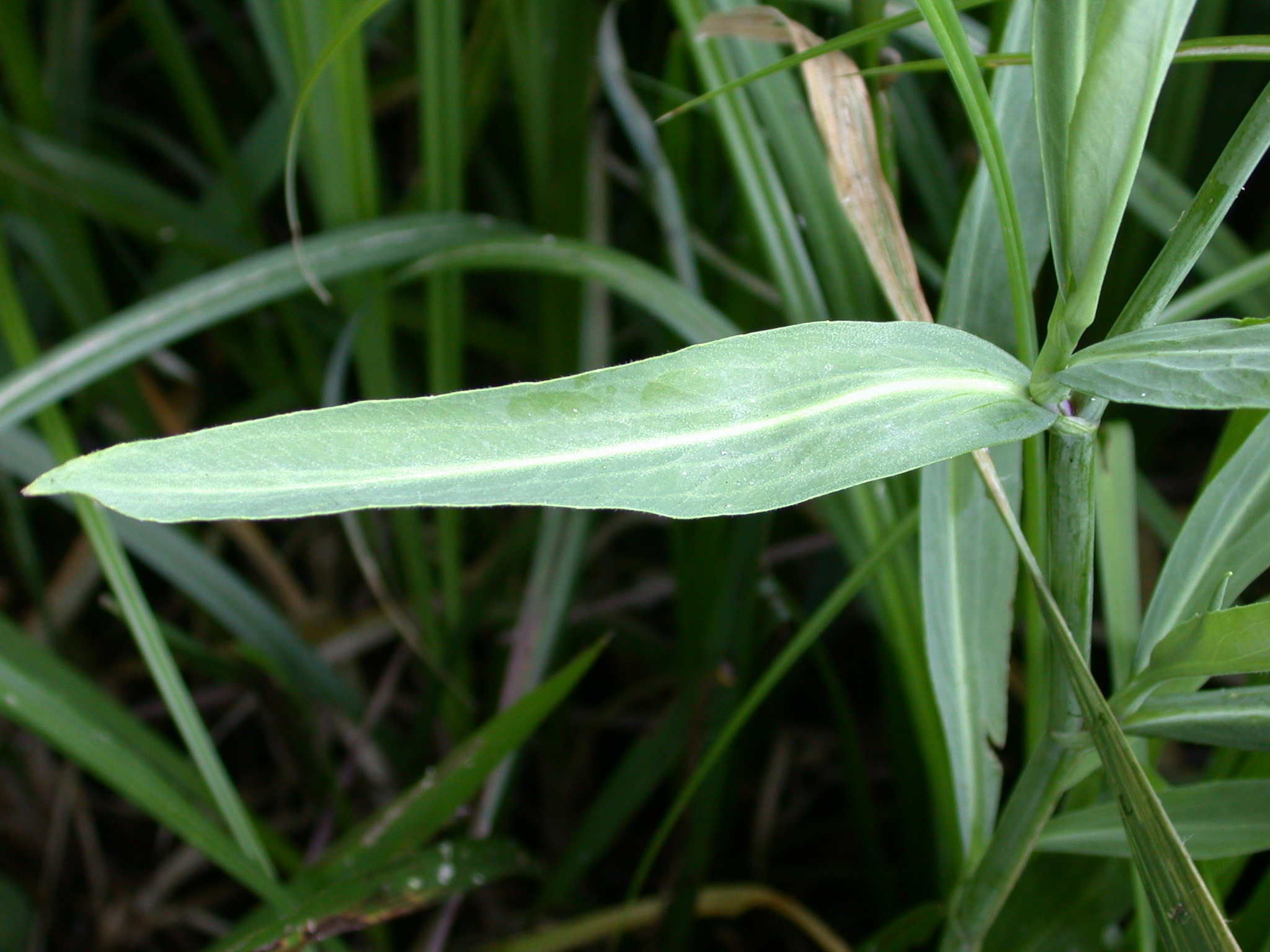
Liść łodygowy
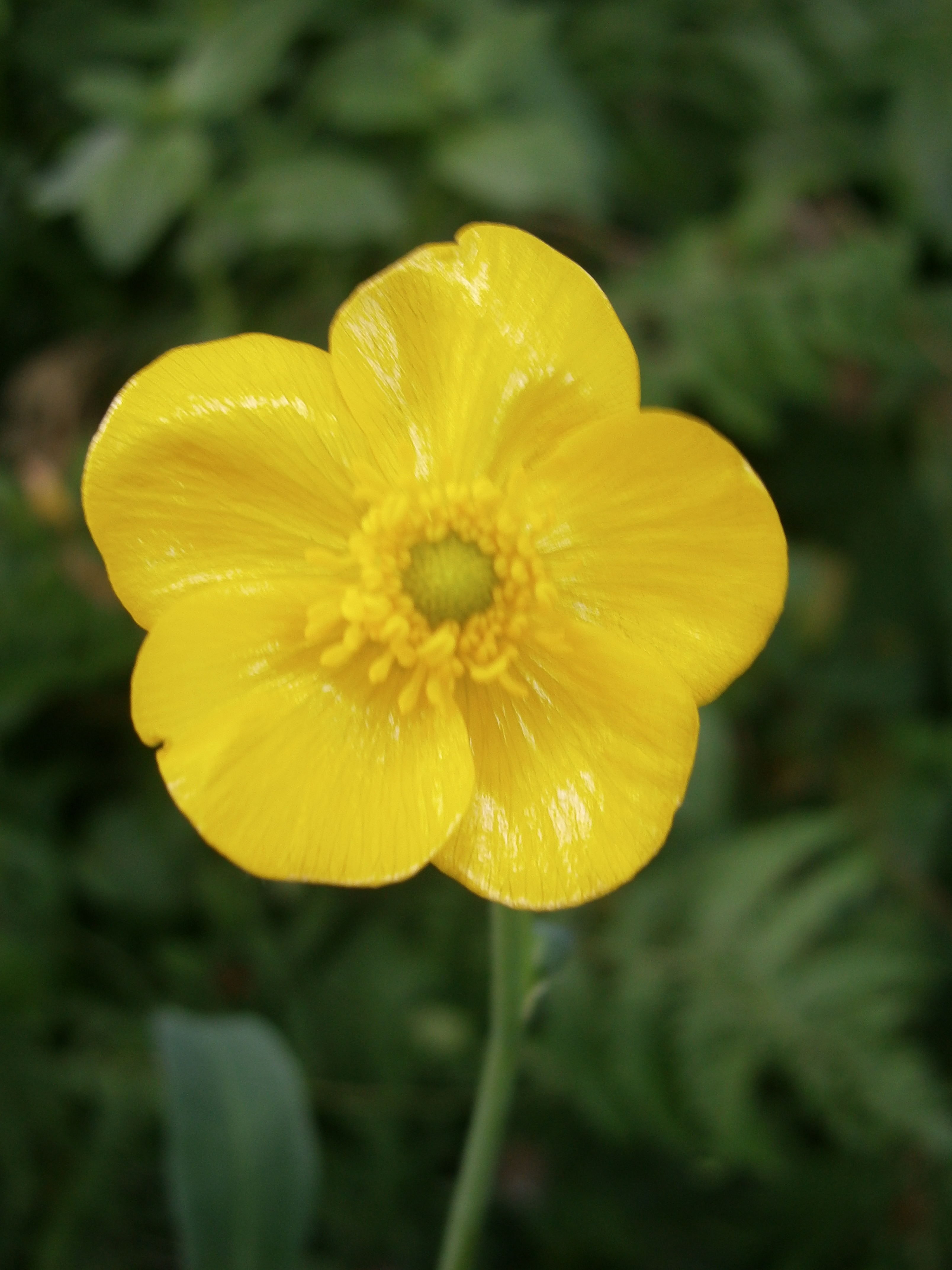
Kwiat

## Biologia i ekologia
Bylina, hemikryptofit, hydrofit. Kwitnie od czerwca do sierpnia. W Polsce występuje na niżu i na niższych położeniach górskich. Rośnie na torfowiskach, wilgotnych łąkach, brzegach cieków, stawów i jezior, w trzcinowiskach i szuwarach. Występuje pojedynczo, nie tworzy skupień. W klasyfikacji zbiorowisk roślinnych gatunek charakterystyczny dla związku (All.) Magnocaricion. Liczba chromosomów 2n = 112, 128.

## Zagrożenia i ochrona
Roślina umieszczona na Czerwonej liście roślin i grzybów Polski (2006) w grupie roślin narażonych na wyginięcie (kategoria zagrożenia V). Na czerwonej liście z 2016 gatunek nieujęty w żadnej z kategorii zagrożenia. Od 2014 roku roślina objęta w Polsce ochroną częściową.